# Ingrid le Roux
Ingrid le Roux, född 1946, är en svensk läkare bosatt i Sydafrika.

## Biografi
le Roux har sedan slutet av 1970-talet bedrivit ett uppmärksammat arbete med hälsovård för utsatta kvinnor och barn i Kapstadens kåkstäder. Under namnet Philani har hon där byggt upp ett nätverk av sex kliniker med 200 anställda mentormammor som söker upp kvinnor och barn som är i riskzonen på grund av undernäring, HIV, TBC eller andra faktorer.
le Roux är medförfattare till cirka 20 medicinska vetenskapliga artiklar som bland annat beskriver barnhälsovård, social utveckling och livskvalitet.
Den 6 augusti 2019 var hon värd i Sommar i P1.

## Utmärkelser
- 1995 – Ärkebiskopens Stefansmedalj för utomordentlig insats i kyrkan[6]
- 2005 – "Årets Svenska kvinna", av SWEA, nätverket för svenska kvinnor utomlands[7]
- 2018 – promoverad till medicine hedersdoktor vid Karolinska institutet i Stockholm[8], för att "sedan 1970-talet med sin organisation Philani Maternal, Child Health and Nutrition Trust ha, med akademiskt utvärderade metoder, hjälpt hundratusentals afrikanska kvinnor att med egen kunskap och kraft förbättra sin egen och sina barns hälsa och skapa ett tryggare liv".
- 2018 – Priset "Årets livsgärning" på Aftonbladets Svenska Hjältar-galan den 17 december 2018 med motiveringen "Ingrid le Roux är en hjälte för att hon under 40 år fört en kamp för att hjälpa de mest utsatta kvinnorna och barnen i Sydafrikas fattigaste och farligaste områden."[9]
- Riddare av Vasaorden (RVO), 30 april 2025.